# Bidgau
 (octobre 2010).
Le comté de Bidgau (pagus Bedensis : Bitburg) primitif était l'un des plus vastes de Lotharingie. Il était bordé au nord par l'Eifel, à l'ouest par l'Ardenne, la Woëvre et le Saargau (pagus/pays de la Sarre) ; au sud par le Bliesgau (la Blies) et à l'est par le Meinvelt (Mayen) et le Nahegau (la Nahe ; ce dernier pagus n'était pas lotharingien). Il s'étendait sur les deux rives de la Moselle et comprenait la cité épiscopale de Trèves, les abbayes de Saint-Maximin, de Prüm et d'Echternach.
L'ancien pays des Caerèses, entre la Prüm et la Kyll, et le pagus Surensis (rive droite de la Sûre) y étaient rattachés.
Le Bidgau fut démembré continuellement, surtout au profit de la maison de Luxembourg et de l'archevêché de Trèves.
Les comtes connus :
- en 895 : Étienne, qui fut l'adversaire de Zwentibold.
- en 909 : Wigeric, qui devint comte palatin de Charles le Simple.
- †en 942 : Gozlin, fils du précédent.
- en 959 : Godefroy le Captif, fils du précédent.
- en 996 : Henri, fils de Sigefroid, qui devint duc de Bavière en 1004, mort en 1026, sans descendance.
- en 1026 : Henri, fils de Frédéric, neveu du précédent, duc de Bavière de 1042 à 1047, mort sans descendance.
- en 1047 : Giselbert, frère du précédent, comte de Salm, puis du Luxembourg en 1047.